# Popke Pieter Agter
Popke Pieter Agter (Utrecht, 18 september 1903 – Heerenveen, 15 november 1969) was een Nederlandse jurist en politicus. Hij was lid van de PvdA.

## Leven en werk
Agter was een zoon van Sake Agter, onderwijzer in Utrecht, en Maria Hendrica Cornelia Booije. Hij studeerde aanvankelijk theologie, maar stapte over naar rechten. Hij werd juridisch adviseur bij het algemeen ziekenfonds ANOZ in Utrecht en vervolgens bij de Centrale Bond van Onderling Beheerde Ziekenfondsen. In juni 1946 werd hij lid van de Provinciale Staten van Utrecht en een maand later trad hij toe tot de Gedeputeerde Staten. Na zijn benoeming tot directeur van de strafgevangenis in Groningen (1955), verhuisde hij naar het noorden.
Op 16 april 1958 volgde Agter De Dreu op als burgemeester van Assen. Hij maakte zich sterk voor een imago- en mentaliteitsverandering van Assen. De stad moest met z'n tijd meegaan en niet langer denigrerende opmerkingen slikken. Hij nodigde onder andere het tijdschrift Panorama uit om met eigen ogen te komen kijken in Assen. Begin jaren 60 maakte hij zich sterk voor het Plan Uitleg Kern, waardoor winkelketens als HEMA en C&A zich vestigden in het centrum. Hij deed ook zijn best om een UTS in Assen te krijgen, maar hij (en ook zijn opvolger Grolleman) kreeg dit niet voor elkaar. Hij was medeverantwoordelijk voor de komst van het kantoor van de NAM naar Assen (1967).
In 1968 ging Agter met pensioen. Hij overleed het jaar daarop en werd begraven in Nieuweschoot. In Assen werd de Burgemeester Agterstraat naar hem vernoemd.
- International Standard Name Identifier: 0000 0003 6402 9921
- Library of Congress Control Number: no2012008463
- Nederlandse Thesaurus van Auteursnamen: 072855983
- Virtual International Authority File: 226111054
- WorldCat: E39PBJyGT8cVf7QhGPGpQ3W7HC